# Joseph Frederick Whiteaves
Joseph Frederick Whiteaves (1835. december 26. – 1909. augusztus 8.) angol paleontológus. Zoológiai szakmunkákban nevének rövidítése: „Whiteaves”.

## Élete és munkássága
Joseph Frederick Whiteaves az angliai Oxford városban született. Magániskolában tanult, és utána, 1858-1861 között, John Phillipss angol geológus segédeként dolgozott az Oxfordi Egyetemen. Itt, az oolitos mészköveket kezdte el tanulmányozni; nagyjából ő volt az, aki tudtunkra hozta a Nagy Oolit sorozat (Great Oolite series, Cornbrash and Corallian) fosszíliáit.
1861-ben elment Kanadába, ahol megismerte Québec és Montréal földtanát. 1863-ban kinevezték a montreáli Natural History Society of Montréal múzeum kurátorának és titkárjának. Ezeket az állásokat, 1875-ig töltötte be. Whiteaves az alsó-kanadai (Lower Canada) szárazföldi és édesvízi puhatestűeket, valamint a tengerparti gerincteleneket tanulmányozta. Ezek mellett, a Montréal szomszédságában talált szilur és ordovícium kori kövületeket is szemügyre vette.
1875-ben, Whiteaves a Kanadai Geológiai Szolgálat (Geological Survey of Canada) kutatója is lett. A következő évben és 1877-ben a Kanadai Geológiai Szolgálaton belül, kinevezték zoológusnak és az igazgató asszisztensének is.
1881-ben, ennek a szolgálatnak az irodáit Ottawába helyezték át. Számos és fontos nyomtatványa van a kanadai állattanról és őslénytanról. Dr. Whiteaves az 1882-ben létrejött, Royal Society of Canada egyik alapító tagja volt. A „Transactions” és a „Canadian Naturalist” című tudományos hetilapokhoz is hozzájárult. 1900-ban, a montreali McGill Egyetemtől (McGill University), megkapta a Legum Doctor érdemrendet. A Royal Society of Canada tagsága mellett, a Londoni Geológiai Társaság (Geological Society of London) tagja is volt.
1909-ben, 74 évesen az ontarioi Ottawában halt meg.

## Fordítás
- Ez a szócikk részben vagy egészben  a   Joseph Frederick Whiteaves című angol Wikipédia-szócikk ezen változatának fordításán alapul.  Az eredeti cikk szerkesztőit annak laptörténete sorolja fel. Ez a jelzés csupán a megfogalmazás eredetét és a szerzői jogokat jelzi, nem szolgál a cikkben szereplő információk forrásmegjelöléseként.